# Dostupnost
Termín dostupnost se ve smyslu teorie spolehlivosti používá především v telekomunikacích a vyjadřuje úroveň, do které je systém nebo jeho součást funkční a k dispozici v případě, že je vyžádáno jeho použití.
Nejjednodušší vyjádření dostupnosti je poměr mezi očekávanou nebo naměřenou hodnotou MTBF (uptime) daného systému vůči součtu očekávaných resp. naměřených hodnot MTBF (uptime) a MTTR (downtime).
{\displaystyle Dostupnost={\frac {MTBF}{MTBF+MTTR}}}

## Dostupnost nepřetržitého systému
Doby provozu a výpadku pro systém běžící 24 hodin denně, 7 dnů v týdnu, 365 dnů v roce, tj. 24×365 = 8760 hodin:
| Dostupnost | Minimální provozní doba (v hodinách) | Maximální doba výpadku (v hodinách) | Maximální doba výpadku (v minutách) |
| ---------- | ------------------------------------ | ----------------------------------- | ----------------------------------- |
| 99 %       | 8672,4                               | 87,6                                | 5256                                |
| 99,1 %     | 8681,16                              | 78,84                               | 4730,4                              |
| 99,2 %     | 8689,92                              | 70,08                               | 4204,8                              |
| 99,3 %     | 8698,68                              | 61,32                               | 3679,2                              |
| 99,4 %     | 8707,44                              | 52,56                               | 3153,6                              |
| 99,5 %     | 8716,2                               | 43,8                                | 2628                                |
| 99,6 %     | 8724,96                              | 35,04                               | 2102,4                              |
| 99,7 %     | 8733,72                              | 26,28                               | 1576,8                              |
| 99,8 %     | 8742,48                              | 17,52                               | 1051,2                              |
| 99,9 %     | 8751,24                              | 8,76                                | 525,6                               |
| 99,99 %    | 8759,124                             | 0,876                               | 52,56                               |
| 100 %      | 8760                                 | 0                                   | 0                                   |